# Tellur
Tellur (chemická značka Te, latinsky Tellurium) je polokovový stříbřitě lesklý prvek ze skupiny chalkogenů používaný v polovodičové technice a metalurgii.

## Objev a základní fyzikálně-chemické vlastnosti
Tellur je velmi vzácný prvek, byl objeven roku 1782 Franzem Josephem Müllerem. Ten rozpoznal, že jde o neznámý prvek, ale tehdy ho nazýval např. metallum problematicum (problematický kov) nebo aurum paradoxum (paradoxní zlato). Název tellurium mu dal až o 6 let později Klaproth, dle lat. tellus (země).
Chemicky patří spíše mezi kovy, ale jsou známy i kyseliny telluru a jejich soli, v nichž chemicky připomíná spíše síru nebo selen.
Požití telluru není smrtelně nebezpečné, avšak stačí pouze 15 mg a po dobu osmi měsíců se u jedince projeví česnekový závan jak z dechu, tak i z pocení. To je způsobeno metabolickým produktem, dimethyltellanem, který lze najít v česneku a cibuli.

## Výskyt a výroba

Produkce telluru (2006)

Tellur obvykle doprovází síru a selen v jejich rudách. Má značnou afinitu ke zlatu a v mnoha zlatých ložiscích se vyskytuje jako příměs. Z minerálů jsou známy například tellurid zlata calaverit AuTe2 nebo tellurid olova altait PbTe.
Průmyslově se tellur získává nejčastěji z anodových kalů po elektrolytické výrobě mědi nebo ze zbytků po rafinaci zlata.
Obsah telluru v zemské kůře se pohybuje v rozmezí 0,001–0,005 ppm (mg/kg). Toto extrémně nízké zastoupení, srovnatelné s výskytem platiny, je způsobeno především tvorbou těkavého hydridu, který byl v době formování planety ztracen do vesmíru. V mořské vodě je jeho koncentrace tak nízká, že současnými analytickými technikami nelze jeho obsah spolehlivě změřit.

## Sloučeniny a využití

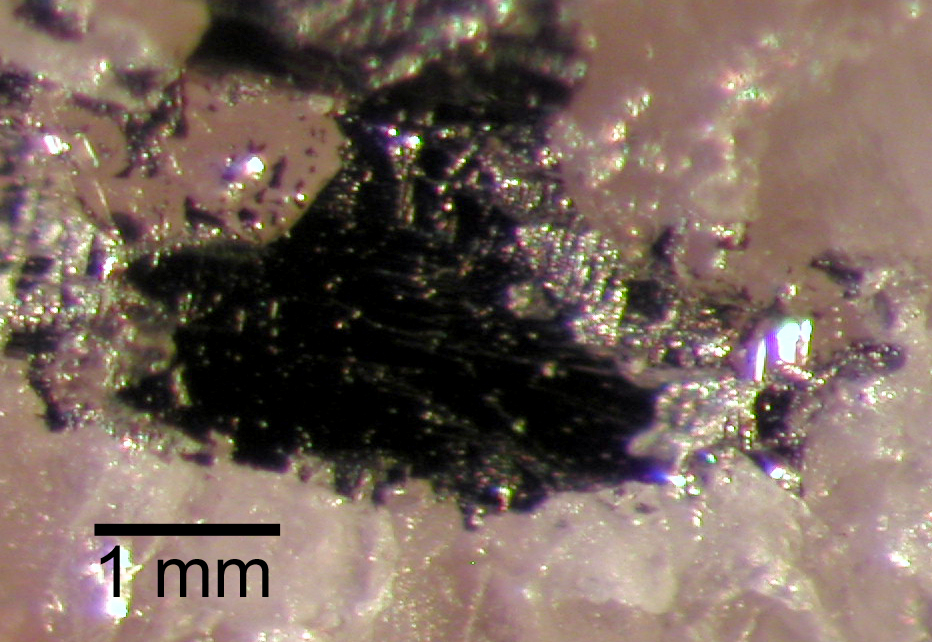
Tellur na křemeni (Moctezuma, Sonora, Mexiko)

Elementární tellur je za normálních podmínek stálý stříbřitě lesklý a poměrně křehký polokov. Snadno se slučuje s kyslíkem a halogeny.
Ve sloučeninách se tellur vyskytuje v mocenstvích Te2−, Te2+, Te4+ a Te6+ .
V metalurgii slouží tellur ve formě mikrolegur ke zlepšování mechanických a chemických vlastností slitin. Nízké koncentrace telluru zvyšují tvrdost a pevnost slitin olova i jejich odolnost vůči působení kyseliny sírové. Přídavky telluru do slitin mědi a nerezových ocelí způsobují jejich snazší mechanickou opracovatelnost.
Tellurid gallia nalézá využití v polovodičovém průmyslu. Pro výrobu některých termoelektrických zařízení se používá tellurid bismutu. Ve sklářském průmyslu je v některých speciálních případech tellurem barveno sklo.
Jako velmi perspektivní se jeví použití sloučenin telluru při výrobě fotočlánků. Fotočlánky na bázi telluridu kademnatého patří v současné době[kdy?] k nejlevnějším.
Na bázi telluridů jsou i záznamové vrstvy v přepisovatelných optických discích.
Z hlediska působení na lidské zdraví patří sloučeniny telluru mezi toxické a především v průmyslových provozech, kde se vyskytují ve zvýšených koncentracích, je třeba zachovávat přísné bezpečnostní předpisy. Za zvláště nebezpečné je pokládáno vdechování aerosolů a prachu s vysokou koncentrací telluru.

### Známé oxidy
- oxid tellurnatý
- oxid telluričitý
- oxid tellurový